# جره علیا
جره علیا، روستایی است از توابع بخش سعدآباد در شهرستان دشتستان استان بوشهر ایران است.

## جمعیت
این روستا در دهستان وحدتیه قرار داشته و براساس سرشماری سال ۱۳۸۵ جمعیت آن ۲۸ نفر (۸ خانوار) می‌باشد.